# ℃-ute&スマイレージ プレミアムライブ2011春〜℃&Sコラボレーション大作戦〜
『℃-ute&スマイレージ プレミアムライブ2011春〜℃&Sコラボレーション大作戦〜』（キュートアンドスマイレージ プレミアムライブ2011はる シーアンドエスコラボレーションだいさくせん）は、2011年4月16日から6月25日まで開催された℃-uteとスマイレージの合同コンサートツアーである。DVDは2011年7月13日、Blu-rayは2011年8月3日発売。発売元はアップフロントワークス（zetimaレーベル）。

## 日程
6月24日は夜公演のみ、他は全て1日2公演（4月9日・10日も1日2公演の予定だった）。
- 4月9日・10日：東京・日本青年館 ※東日本大震災の影響のため中止（振替なし）
- 4月16日：愛知・名古屋市公会堂大ホール
- 4月23日：大阪・森ノ宮ピロティホール
- 4月24日：東京・渋谷C.C.Lemonホール

追加公演
- 6月24日：東京・渋谷C.C.Lemonホール
- 6月25日：東京・渋谷C.C.Lemonホール

## ○×クイズ
コンサート中盤に○×クイズを行った。優勝したメンバーは他のメンバー1人を指名し、デュエットを披露する。
- 4月16日昼：優勝＝和田／指名＝矢島　曲：シューティング スター
- 4月16日夜：優勝＝矢島／指名＝前田　曲：イメージカラー
- 4月23日昼：優勝＝前田／指名＝鈴木　曲：学級委員長
- 4月23日夜：優勝＝福田／指名＝萩原　曲：シューティング スター
- 4月24日昼：優勝＝和田／指名＝萩原　曲：シューティング スター
- 4月24日夜：優勝＝和田／指名＝矢島　曲：シューティング スター
- 6月24日：優勝＝矢島／指名＝福田　曲：タイムカプセル
- 6月25日昼：優勝＝萩原／指名＝前田　曲：イメージカラー
- 6月25日夜：優勝＝和田／指名＝中島　曲：学級委員長

## DVD/Blu-ray
『℃-ute&スマイレージ プレミアムライブ2011春〜℃&Sコラボレーション大作戦〜』（DVD：2011年7月13日 Blu-ray：2011年8月3日）
2011年4月24日に渋谷C.C.Lemonホールにて行われたコンサートの模様を収録。
1. OPENING
2. 青春ソング
3. 同じ時給で働く友達の美人ママ
4. MC1
5. 恋にBooing ブー!（スマイレージ）
6. Kiss me 愛してる（℃-ute）
7. 会いたいロンリークリスマス（℃-ute））
8. ショートカット（スマイレージ）
9. 踊ろうよ
10. MC2
11. オトナになるって難しい!!!（℃-ute：鈴木愛理・岡井千聖、スマイレージ：和田彩花・前田憂佳）
12. めぐる恋の季節（℃-ute：矢島舞美・中島早貴・萩原 舞、スマイレージ：福田花音・小川紗季）
13. SHINES
14. MC3（○×クイズ）
15. シューティング スター（和田彩花+矢島舞美）
16. 【ショータイム『ダンスバトル』メドレー】大きな愛でもてなして→恋にBooing ブー!→○○ がんばらなくてもええねんで!!→LALALA 幸せの歌
17. MC4
18. 女ばかりの日曜日（スマイレージ）
19. Midnight Temptation（℃-ute）
20. 夢見る 15歳（スマイレージ）
21. 超WONDERFUL!（℃-ute）
22. Danceでバコーン!
23. スキちゃん
24. ENCORE：MC5
25. ENCORE：でっかい宇宙に愛がある
26. ENCORE：桜チラリ

特典映像：昼公演映像
15. シューティング スター（和田彩花+萩原舞）
Blu-rayスペシャル特典
1. 青春ソング(9 Screen Edit Ver.)
2. 同じ時給で働く友達の美人ママ(9 Screen Edit Ver.)

- 舞台裏映像